# Hoa hậu Hoàn vũ Úc 2022
Hoa hậu Hoàn vũ Úc 2022 là phiên bản thứ 18 của cuộc thi Hoa hậu Hoàn vũ Úc được tổ chức tại Warner Bros. Movie World ở Gold Coast, Queensland vào ngày 9 tháng 9 năm 2022. Daria Varlamova của Victoria trao vương miện cho người kế nhiệm Monique Riley của New South Wales vào cuối sự kiện. Cô sẽ đại diện cho Australia tại cuộc thi Hoa hậu Hoàn vũ 2022 sắp tới.

## Kết quả cuối cùng
| Kết quả cuối cùng       | Thí sinh tham gia                                                                   |
| ----------------------- | ----------------------------------------------------------------------------------- |
| Hoa hậu Hoàn vũ Úc 2022 | - Monique Riley                                                                     |
| Á hậu 1                 | - Annalise Dalins                                                                   |
| Á hậu 2                 | - Ciara Grehan                                                                      |
| Á hậu 3                 | - Hanni Rose Howe                                                                   |
| Á hậu 4                 | - Alana Deutsher-Moore                                                              |
| Top 10                  | - Elissa Laforce - Darcy Spinks - Kymberlee Street - Jacinta Pizzata - Miné Coetser |

## Danh sánh thí sinh tham gia
Các đại diện như sau:
| Đại diện           | Thí sinh tham gia     | Tuổi | Chiều cao           | Quê nhà          |
| ------------------ | --------------------- | ---- | ------------------- | ---------------- |
| Capital Territory  | Ann Marie Tatter      | 19   | 1,83 m (6 ft 0 in)  | Canberra         |
| Capital Territory  | Maia Van der Hoogen   | 23   | 1,85 m (6 ft 1 in)  | Canberra         |
| New South Wales    | Elissa Laforce        | 24   | 1,78 m (5 ft 10 in) | Sydney           |
| New South Wales    | Elle Solferini        | 22   | 1,77 m (5 ft 10 in) | Sydney           |
| New South Wales    | Kymberlee Street      | 25   | 1,75 m (5 ft 9 in)  | Sydney           |
| New South Wales    | Monique Riley         | 27   | 1,75 m (5 ft 9 in)  | Sydney           |
| New South Wales    | Sienna Mae Weir       | 22   | 1,81 m (5 ft 11 in) | Sydney           |
| New South Wales    | Stella Badenoch       | 28   | 1,78 m (5 ft 10 in) | Sydney           |
| New South Wales    | Taylah Jane Crome     | 22   | 1,76 m (5 ft 9 in)  | Sutherland Shire |
| Northern Territory | Bethany Ann Vassovich | 19   | 1,80 m (5 ft 11 in) | Alice Springs    |
| Northern Territory | Maria Isabelle Jones  | 20   | 1,77 m (5 ft 10 in) | Darwin           |
| Queensland         | Alana Deutsher-Moore  | 20   | 1,73 m (5 ft 8 in)  | Gold Coast       |
| Queensland         | Caitlynn Henry        | 25   | 1,73 m (5 ft 8 in)  | Brisbane         |
| Queensland         | Catalina Meldrum      | 20   | 1,80 m (5 ft 11 in) | Brisbane         |
| Queensland         | Chloe Maddison Ryan   | 21   | 1,76 m (5 ft 9 in)  | Brisbane         |
| Queensland         | Ciara Grehan          | 19   | 1,76 m (5 ft 9 in)  | Gold Coast       |
| Queensland         | Jacinta Cahill        | 20   | 1,81 m (5 ft 11 in) | Gold Coast       |
| Queensland         | Miné Coetser          | 21   | 1,80 m (5 ft 11 in) | Brisbane         |
| Queensland         | Shekinah Taderera     | 21   | 1,77 m (5 ft 10 in) | Gold Coast       |
| South Australia    | Hànni Rose Howe       | 22   | 1,78 m (5 ft 10 in) | Adelaide         |
| South Australia    | Janitha Perera        | 26   | 1,70 m (5 ft 7 in)  | Adelaide         |
| South Australia    | Mariah Cannon         | 22   | 1,78 m (5 ft 10 in) | Adelaide         |
| Tasmania           | Allison Panikian      | 27   | 1,86 m (6 ft 1 in)  | Hobart           |
| Tasmania           | Lucy Ann Morelle      | 27   | 1,80 m (5 ft 11 in) | Hobart           |
| Tasmania           | Penelope Saint James  | 25   | 1,82 m (6 ft 0 in)  | Hobart           |
| Victoria           | Annalise Dalins       | 21   | 1,76 m (5 ft 9 in)  | Melbourne        |
| Victoria           | Ariel Ploszaj-Russell | 21   | 1,68 m (5 ft 6 in)  | Melbourne        |
| Victoria           | Ashleigh Sullivan     | 27   | 1,76 m (5 ft 9 in)  | Ballarat         |
| Victoria           | Darcy Spinks          | 26   | 1,74 m (5 ft 9 in)  | Melbourne        |
| Victoria           | Sallyanne Kurkze      | 26   | 1,80 m (5 ft 11 in) | Melbourne        |
| Western Australia  | Ashleigh Post         | 23   | 1,83 m (6 ft 0 in)  | Albany           |
| Western Australia  | Briana Demaio         | 20   | 1,72 m (5 ft 8 in)  | Perth            |
| Western Australia  | Cayla-Lee de Villiers | 20   | 1,75 m (5 ft 9 in)  | Perth            |
| Western Australia  | Diana Hills           | 18   | 1,80 m (5 ft 11 in) | Perth            |
| Western Australia  | Jacinta Pizzata       | 23   | 1,74 m (5 ft 9 in)  | Perth            |
| Western Australia  | Sienna Perruzza       | 25   | 1,73 m (5 ft 8 in)  | Perth            |